# FFVS J 22
L'FFVS J 22 fu un caccia monomotore monoplano sviluppato dalla Kungliga Flygförvaltningens Flygverkstad i Stockholm (FFVS), realtà produttiva svedese controllata dal governo, nei primi anni quaranta.
Destinato ai reparti della Svenska flygvapnet, l'aeronautica militare del paese scandinavo venne utilizzato nella difesa aerea del territorio durante la seconda guerra mondiale rimanendo in servizio fino al 1952.

## Storia del progetto
All'inizio della seconda guerra mondiale, l'Aviazione militare svedese era dotata solamente degli oramai obsoleti caccia biplani Gloster Gladiator chiamati localmente J 8.
Per ovviare a questa situazione, la Svezia ordinò 120 Seversky P-35 (J 9) e 144 Vultee P-66 Vanguard (J 10) agli Stati Uniti d'America.

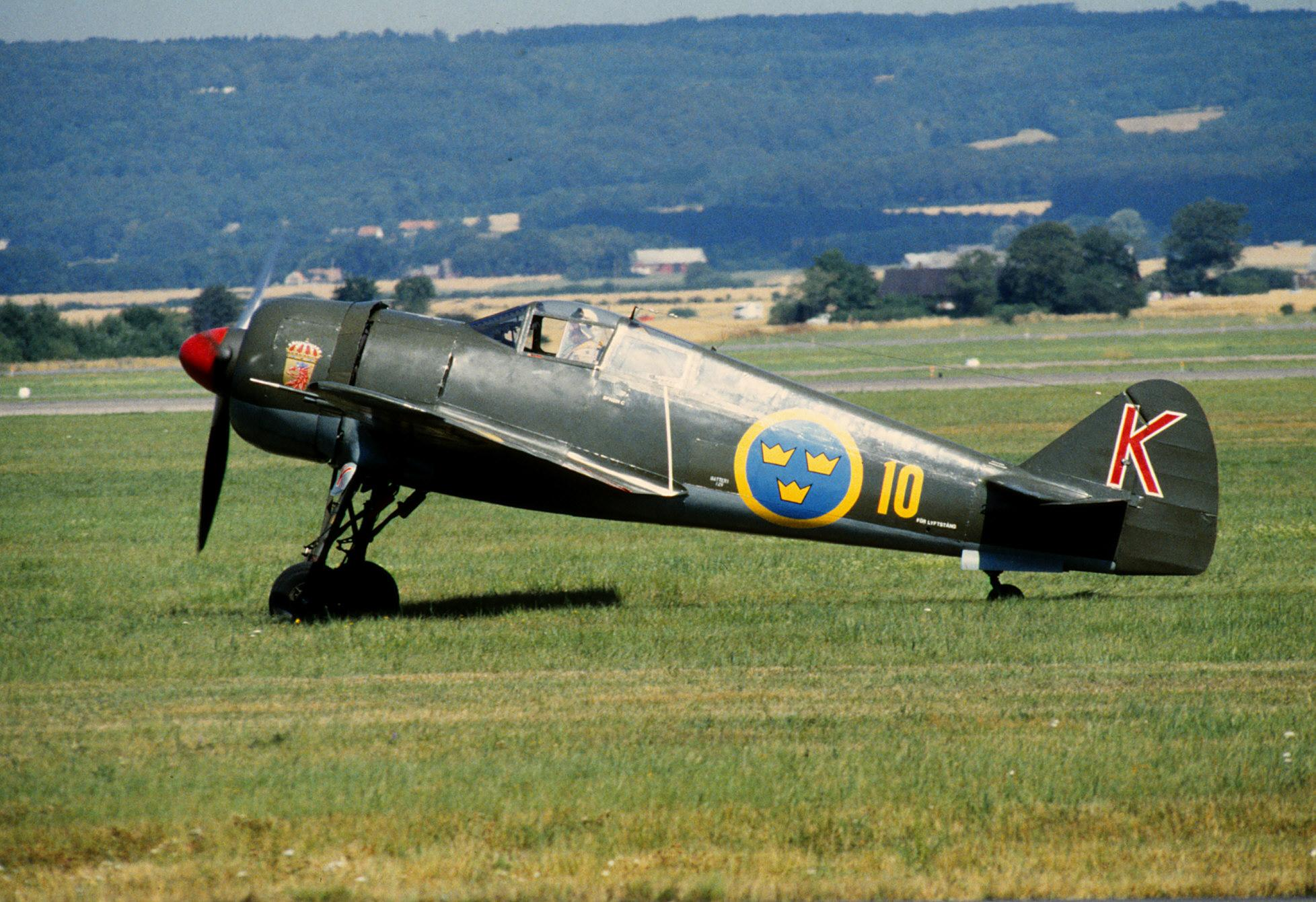
Un J 22 della squadriglia F 10 Ängelholm nel 1990.

Tuttavia, il 18 giugno 1940, gli Stati Uniti dichiararono un embargo contro l'esportazione di armi verso qualsiasi altra nazione eccetto il Regno Unito, bloccando la fornitura dopo la consegna di appena 60 esemplari di P-35 mentre gli altri aerei erano già in fabbricazione.
Come risultato, la Flygvapnet si trovò nuovamente di fronte ad una carenza di caccia moderni.
Furono considerate molte altre alternative straniere tra le quali il caccia finlandese VL Myrsky e il sovietico Polikarpov I-16 che non vennero valutati soddisfacenti mentre il Mitsubishi A6M Zero fu ritenuto valido, ma la consegna dal Giappone si rivelò impraticabile a causa della guerra. 
Come soluzione temporanea fu allora acquistato dall'Italia un lotto di biplani Fiat CR.42 Falco (J 11) e uno di  Reggiane Re.2000 Falco (J 20) ma questo non risolveva che solo in parte il problema della carenza di caccia moderni.
Dato che la Saab era impegnata a pieno regime nella costruzione dei suoi modelli da bombardamento B 17 e B 18, il governo svedese decise di mettere in opera una nuova impresa e una nuova fabbrica appositamente per il nuovo caccia che fu chiamata Kungliga Flygförvaltningens Flygverkstad i Stockholm ("Fabbrica reale di aerei con sede a Stoccolma", abbreviata in FFVS) con a capo l'ingegnere Bo Lundberg. 
Il velivolo che ne risultò, denominato J 22, era convenzionale, ispirato al contemporaneo Focke-Wulf Fw 190 tedesco, con una struttura mista di legno e acciaio e un carrello retrattile mediante pistoni idraulici.
La propulsione era affidata ad una copia svedese del Pratt & Whitney R-1830 Twin Wasp, costruito su licenza.
Il J 22 volò la prima volta il 20 settembre 1942 all'aeroporto di Stoccolma-Bromma, dove si trovava la fabbrica. 
Giudicato valido, entrò in servizio nel mese di ottobre 1943, presso lo stormo F9 di Göteborg, mentre l'ultimo dei 198 velivoli costruiti fu consegnato nel mese di aprile 1946.
Ben 500 diverse piccole aziende meccaniche svedesi furono coinvolte nella costruzione dei componenti del J 22.

## Impiego operativo
Il J 22 fu apprezzato dai suoi piloti perché possedeva una buona manovrabilità e dei controlli reattivi. 
Solo la visibilità durante il rullaggio a terra lasciava a desiderare e se il ruotino di coda era stato lasciato sbloccato c'era il rischio che l'aereo si mettesse a ruotare ad anello in fase di decollo.
Durante dei finti duelli con i P-51 Mustang (chiamati J 26 durante il servizio postbellico in Svezia) il J 22 si dimostrò in grado di competere fino a 5.000 metri (16.000 piedi), anche se, al di sopra dei 6.000 m (19.000 piedi), senza un buon compressore per l'alta quota, perdeva rapidamente potenza.
A causa della sua semplicità e robustezza il J 22 fu anche molto facile da mantenere in servizio.

## Varianti
- J 22A - prima versione in produzione, armato con 2 mitragliatrici da 7,9 millimetri e 2 da 13,2 mm, 143 esemplari costruiti. Designato J 22-1 dopo il 1945.
- J 22B - armati di 4 mitragliatrici da 13,2 millimetri, 55 esemplari costruiti. Designato J 22-2 dopo il 1945.
- S 22 - nove 22A J equipaggiati per la ricognizione nel 1946, trasformati nel 1947 in caccia. Designati S 22-3 dopo il 1945.

## Operatori
Svezia
- Svenska flygvapnet